# 스파이더맨 (2002년 영화)
《스파이더맨》(영어: Spider-Man)은 샘 레이미가 감독한 2002년 미국의 슈퍼히어로 영화이다. 원작은 《스파이더맨》을 소재로 해, 이 작품의 주인공으로 방사능 거미에 물려 초능력을 갖게 된 평범한 학생 "피터 파커/스파이더맨" 역할에는 토비 매과이어와 악당 "노먼 오스본"(그린 고블린) 역할에는 윌럼 더포, 히로인이자 피터의 여자친구 "메리 제인 왓슨" 역할에는 커스틴 던스트, 그의 친구의 "해리 오스본" 역할에는 제임스 프랭코가 출연했다.
이 영화의 촬영은 2001년 1월 8일부터 6월 30일까지 로스 앤젤레스와 뉴욕에서 진행되었고, 2002년 5월 3일에 미국에서 개봉되었다. 영화는 개봉 첫 주말에 1억 달러를 돌파하며, 만화를 원작으로 한 가장 성공한 영화이다. 전 세계에서는 8억 2,170만 8,551 달러의 흥행 수익을 기록했고, 2002년에 개봉한 영화중에서 세 번째로 높은 수익률을 자랑하는 영화이다. 또한 샘 레이미 감독의 《스파이더맨》은 배우 캐스팅과 스토리, 완성도에 있어 원작 만화를 충실하게 그려냈다는 평을 받으며 5년 동안 3부작으로 제작 되어, 2004년 《스파이더맨 2》, 2007년 《스파이더맨 3》가 차례로 개봉되어 큰 인기를 끌며 총 25억 달러의 흥행 수익을 벌어들였다.

## 줄거리
수학 여행에서 고등학교 3학년인 피터 파커는 친구 해리 오스본과 그의 연인 메리 제인 왓슨과 함께 컬럼비아 대학교 유전학 실험실을 방문한다. 그곳에서 유전적으로 조작 된 "슈퍼 거미"가 그를 물고 집으로 돌아오자마자 병에 걸린다. 한편 과학자이자 오스코프의 설립자이자 소유주인 해리의 아버지 노먼 오스본은 중요한 군사 계약을 확보하려고 한다. 그는 불안정한 성능 향상 화학 물질로 자신을 실험하고 미쳐버리자 조수를 죽인다.
다음날 피터는 자신이 더 이상 근시가 아니며 거미와 같은 능력을 개발했음을 알게 된다. 그는 손목에서 거미줄을 쏠 수 있고 빠른 반사 신경, 초인적인 속도와 힘, 위험을 감지하는 능력이 높아졌다. "큰 힘에는 큰 책임이 따른다"는 벤 삼촌의 조언을 무시하고 피터는 메리 제인에게 깊은 인상을 줄 자동차 구입을 고려한다. 그는 돈을 벌기 위해 지하 레슬링 이벤트에 참가하고 첫 경기에서 이겼지만 프로모터는 그의 수입에서 그를 속이다. 도둑이 발기인의 사무실을 털자 피터는 그가 탈출하도록 허용한다. 잠시 후 그는 벤이 차량에 납치되어 살해되었음을 발견한다. 피터는 차량 강도를 쫓았지만 그가 도망친 것이 도둑이라는 것을 알게되었다. 도둑은 도망치려 하지만 창문 밖으로 떨어져 죽는다. 한편 미친 노먼은 오스코프의 라이벌 퀘스트 에어로스페이스의 제품 테스트를 중단하고 여러 사람을 죽인다.
그린 고블린은 파티에 쳐들어가 사람들을 죽이고메엠제이도 죽일 뻔 하지만 스파이더맨이 살려준다.스파이더맨은 엠제이한ㅔ 자기는 친절한 이웃 스파이더맨이라고 하고 간다.
졸업 후 피터는 스판덱스 의상과 스파이더맨의 가면을 쓴 페르소나를 입고 자신의 능력을 사용하여 불의에 맞서기 시작한다. 데일리 버글 신문의 발행인인 J. 조나 제임슨은 피터를 프리랜서 사진작가로 고용했다. 그가 스파이더맨의 명확한 이미지를 제공하는 유일한 사람이기 때문이다. 오스코프의 이사회가 회사를 퀘스트에 매각하기 위해 그를 축출할 계획이라는 사실을 알게 된 노먼은 그들을 암살한다. 제임슨은 신비한 살인자를 "그린 고블린"이라고 불렀다.
한편 엠제이는 길을 가다가 강도 다섯 명에게 습격당한다. 하지만 스파이더맨이 다시 구해주고 엠제이는 스파이더맨에게 제데로 된 키스를 선사한다.
고블린은 피터에게 옆자리를 제공하지만 거절한다. 그들은 싸우고 피터는 부상을 입는다. 추수감사절 만찬에 피터의 메이 이모가 메리 제인, 해리, 노먼을 초대한다. 저녁 식사 중에 노먼은 상처를보고 피터의 정체를 깨닫는다. 피터를 물리치는 유일한 방법은 그에게 특별한 사람들을 공격하는 것이라고 생각한 노먼은 나중에 메이를 공격하여 강제로 입원시킨다. 병원에 있는 메이 숙모를 방문하는 동안 메리 제인은 두 차례에 걸쳐 그녀를 구해준 스파이더맨에 대한 그녀의 열광을 인정한다. 또 그ㅕ는 자기는 해리 대신 스파이더맨을 사랑한다고 말하고 피터는 자기가 스파이더맨 사진사라면서 엠제이가 너를 사랑하는 건해큰 행운이라고 말했다고 한다. 한다.메리 제인과 사귀고 있는 해리는 그녀가 피터의 손을 잡고 있는 것을 보고 그녀가 그에 대한 감정이 있다고 가정한다. 황폐해진 해리는 아버지에게 피터가 메리 제인을 사랑한다고 말하면서 자신도 모르게 스파이더맨의 가장 큰 약점을 드러낸다.
노먼은 퀴스브로브리지 옆에서 메리 제인과 어린이들로 가득 찬 루스벨트 아일랜드 트램 차량을 인질로 잡고 있다. 그는 피터에게 자신이 구하고 싶은 사람을 선택하도록 강요하고 둘 다 떨어뜨린다. 피터는 메리 제인과 트램 차량을 모두 구한다. 그런 다음 노먼은 그를 근처의 버려진 건물에 던지고 잔인하게 구타한다. 피터가 우위를 점하고 노먼은 자신을 드러내고 용서를 구하면서 글라이더가 피터를 뒤에서 찔러 넣을 준비를 미묘하게 준비한다. 스파이더 센스로 경고를 받은 피터는 공격을 피하고 대신 글라이더가 노먼을 찔러 죽인다. 노먼은 피터에게 죽기 전에 해리에게 고블린이라는 자신의 정체성을 밝히지 말라고 말한다. 피터는 노먼의 시신을 오스본의 집으로 데려가 해리와 마주치는데 해리는 그에게 총을 겨누지만 피터는 도망친다.
노먼의 장례식에서 해리는 아버지의 죽음에 대한 책임이 있다고 거짓으로 주장하는 스파이더맨에 대한 복수를 맹세한다. 메리 제인은 피터에게 자신이 그를 사랑한다고 고백한다. 그러나 피터는 적들의 원치 않는 관심으로부터 그녀를 보호해야 한다고 느끼기 때문에 자신의 진정한 감정을 숨기고 메리 제인에게 그들은 친구일 수밖에 없다고 말한다. 피터는 떠날 때 벤의 말을 회상하고 스파이더맨으로서의 새로운 책임을 받아들인다.

## 영화 제작 계기
이 영화는 감독 겸 제작자의 로저 코먼이 1982년 마블로부터 판권을 사들이며 영화 제작을 추진하지만 예산 부족과 투자 난항 등의 어려움을 겪던 끝에 완성을 보지 못했고 결국 계약은 파기 되었다. 이후, 1985년 캐논 필름이 향후 5년 이내 제작하는 조건으로 단돈 22만 5천 달러와 수익 분배 조건으로 판권을 재구매하면서 《스파이더맨》은 다시 한 번 영화화가 추진되었다. 하지만 1980년대 후반 캐논 필름이 자금난에 빠지면서 역시 제작은 다시 무산되고 말았다. 다시 한번 제작 무산을 겪은 《스파이더맨》의 영화화는 카롤코 픽처스에 의해 새로운 프로젝트로 추진되었고, 제임스 카메론 감독이 직접 각본을 쓰는 등 구체적인 기획까지 진행되었지만, 카롤코 픽처스 역시 재정난 끝에 1996년 파산되면서, 세 번째 제작 무산을 겪게 되었다.
영화의 판권은 이후, MGM로 넘어갔고, 1990년대 후반에 네 번째로 《스파이더맨》 영화화 프로젝트가 추진됐지만, 또 다시 무산되면서 최종 영화 판권은 소니 픽처스 엔터테인먼트 계열사의 컬럼비아 픽처스로 1999년에 옮겨지게 되었고 25년여 만에 영화화가 되었다. 제작 초기에 영화의 각본에는 테드 뉴섬, 존 브란카토, 바니 코언헨, 조지프 골드먼 등 이 고려되었지만 소니에서는 최종으로 데이비드 켑을 낙점하였고, 감독은 2001년 1월 확정 된 샘 레이미 감독 이전에 롤란트 에머리히, 데이비드 핀처, 크리스 콜럼버스, 팀 버튼 등이 물망에 올랐다.

## 출연

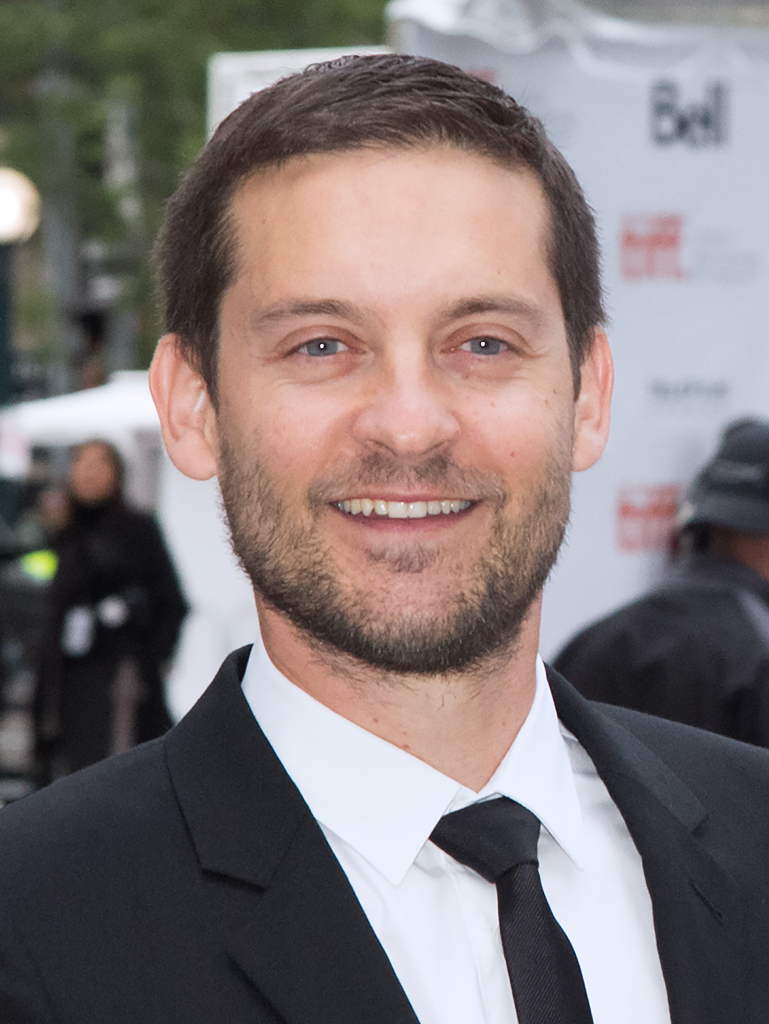
피터 파커 역의 토비 맥과이어.

- 토비 매과이어 - 스파이더 맨 / 피터 파커 역
- 윌럼 더포 - 그린 고블린 / 노먼 오스본 역
- 커스틴 던스트 - 메리 제인 왓슨 역
- 제임스 프랭코 - 해리 오스본 역
- 클리프 로버트슨 - 벤 삼촌 역
- 로즈메리 해리스 - 메이 숙모 역
- J. K. 시먼스 - 조나 제임슨 역
- 마이클 파파존 - 강도 역
- 랜디 포포 - 본소 맥그로 역
- 조 맹거넬로 - 플래시 톰프슨 역
- 테드 레이미 - 호프먼 역
- 빌 넌 - 로비 역
- 브루스 캠벨 - 링 아나운서 역
- 엘리자베스 뱅크스 - 베티 브랜트 역

## 한국판 성우진(KBS) (2004년 9월 25일)
- 강수진 - 피터 파커/스파이더맨(토비 매과이어)
- 김준 - 노먼 오스본/그린 고블린(윌럼 더포)
- 배정미 - 메리 제인 왓슨(커스틴 던스트)
- 유동균 - 해리 오스본(제임스 프랭코) / 비행 조종사(데이빗 홀콤)
- 유강진 - 벤 파커(클리프 로버트슨)
- 이선영 - 메이 파커(로즈메리 해리스)
- 이봉준 - J. 조나 제임슨(J. K. 시먼스) / 해리의 집사(존 팩스턴) / 레슬러 선수(랜디 새비지)
- 성완경 - 플래쉬 톰슨(조 맹거넬로) / 퀘스트 남자 직원(제임스 케빈 워드)
- 이강식 - 슬로컴 장군(스탠리 앤더슨)
- 이근욱 - 맥시밀리안 파가스(게리 베커)
- 이윤선 - 헨리 발칸(잭 베츠)
- 차명화 - 베티 브랜트(엘리자베스 뱅크스)
- 이재용 - 레슬링 경기 진행자(브루스 캠벨) / 메리 제인의 아빠(팀 드 잔)
- 조진숙 - 오스코프사 직원(K. K. 도즈) / 견학 설명원(우나 데이먼) / 메리 제인의 친구
- 김관진 - 경찰(티모시 패트릭 퀼) / 레슬러 선수
- 이장원 - 로비(빌 넌) / 과학자(론 퍼킨스)
- 안용욱 - 호프만(테드 레이미) / 강도(마이클 파파존)

## 수상 및 후보 정보
| 상                                                   | 날짜             | 부문                                                             | 후보자/수상자                                                               | 결과 |
| ---------------------------------------------------- | ---------------- | ---------------------------------------------------------------- | --------------------------------------------------------------------------- | ---- |
| 미국 아카데미상                                      | 2003년 3월 23일  | 최우수 음향 믹싱상                                               | 케빈 오코널, 그레그 P. 러셀, 에드 노빅                                      | 후보 |
| 미국 아카데미상                                      | 2003년 3월 23일  | 최우수 시각효과상                                                | 존 다익스트라, 스콧 스토크디크, 앤서니 라모리나라, 존 프레이저              | 후보 |
| BMI 영화 앤 TV 어워드                                | 2003년 5월 14일  | BMI 영화 음악상                                                  | 대니 엘프먼                                                                 | 수상 |
| 영국 아카데미상(BAFTA)                               | 2003년 2월 23일  | 최우수 시각효과상                                                | 존 다익스트라, 스콧 스토크디크, 앤서니 라모리나라, 존 프레이저              | 후보 |
| 크리틱스 초이스 영화상(미국 방송 영화 비평가 협회상) | 2003년 1월 17일  | 최우수 주제가상                                                  | 채드 크로거 ("Hero")                                                        | 후보 |
| 엠파이어상                                           | 2003년 2월 5일   | 여우주연상                                                       | 커스틴 던스트                                                               | 수상 |
| 골든 트레일러 어워드                                 | 2002년 3월 14일  | 최우수 액션상                                                    | 스파이더맨                                                                  | 후보 |
| 골든 트레일러 어워드                                 | 2002년 3월 14일  | 최우수 음악상                                                    | 스파이더맨                                                                  | 후보 |
| 골든 트레일러 어워드                                 | 2002년 3월 14일  | 최우수 쇼상                                                      | 스파이더맨                                                                  | 후보 |
| 골든 트레일러 어워드                                 | 2002년 3월 14일  | 최우수 보이스상                                                  | 스파이더맨                                                                  | 수상 |
| 그래미상                                             | 2003년 2월 23일  | 영화, 텔레비전 오브 기타 시각 음악 부문 최우수 사운드트랙 앨범상 | 대니 엘프먼                                                                 | 후보 |
| 그래미상                                             | 2003년 2월 23일  | 영화, 텔레비전 오브 기타 시각 음악 부문 최우수 주제가상          | 채드 크로거 ("Hero")                                                        | 후보 |
| 휴고상                                               | 2003년 8월 30일  | 장편 부문 최우수 각본상                                          | 스파이더맨                                                                  | 후보 |
| MTV 무비 어워드                                      | 2003년 5월 31일  | 최고의 여자배우상                                                | 커스틴 던스트                                                               | 수상 |
| MTV 무비 어워드                                      | 2003년 5월 31일  | 최고의 키스상                                                    | 토비 매과이어, 커스틴 던스트                                                | 수상 |
| MTV 무비 어워드                                      | 2003년 5월 31일  | 최고의 남자배우상                                                | 토비 매과이어                                                               | 후보 |
| MTV 무비 어워드                                      | 2003년 5월 31일  | 최고의 영화상                                                    | 스파이더맨                                                                  | 후보 |
| MTV 무비 어워드                                      | 2003년 5월 31일  | 최고의 악당상                                                    | 윌럼 더포                                                                   | 후보 |
| 피플 초이스 어워드                                   | 2003년 1월 12일  | 좋아하는 영화상                                                  | 스파이더맨                                                                  | 후보 |
| 새틀라이트상(국제비평가협회상)                       | 2003년 1월 12일  | 최우수 영화 편집상                                               | 에릭 점브러넌                                                               | 후보 |
| 새틀라이트상(국제비평가협회상)                       | 2003년 1월 12일  | 최우수 시각효과상                                                | 존 다익스트라                                                               | 후보 |
| 새턴상                                               | 2003년 5월 18일  | 최우수 음악상                                                    | 대니 엘프먼                                                                 | 수상 |
| 월드 사운드트랙 어워드                               | 2002년 10월 19일 | 오케스트라 부문 올해의 최우수 오리지널 사운드트랙상              | 대니 엘프먼                                                                 | 후보 |
| 월드 스턴트 어워드                                   | 2003년 6월 1일   | 최우수 싸움상                                                    | 크리스 대니얼스, 잭 허드슨, 킴 카하나 주니어, 조니 응우옌, 마크 에런 와그너 | 후보 |
| 영 아티스트 어워드(젊은 예술가상)                    | 2003년 3월 29일  | 판타지 부문 최우수 가족 장편 영화상                              | 스파이더맨                                                                  | 후보 |

## 같이 보기
- 스파이더맨 (인물)